# Café Opera

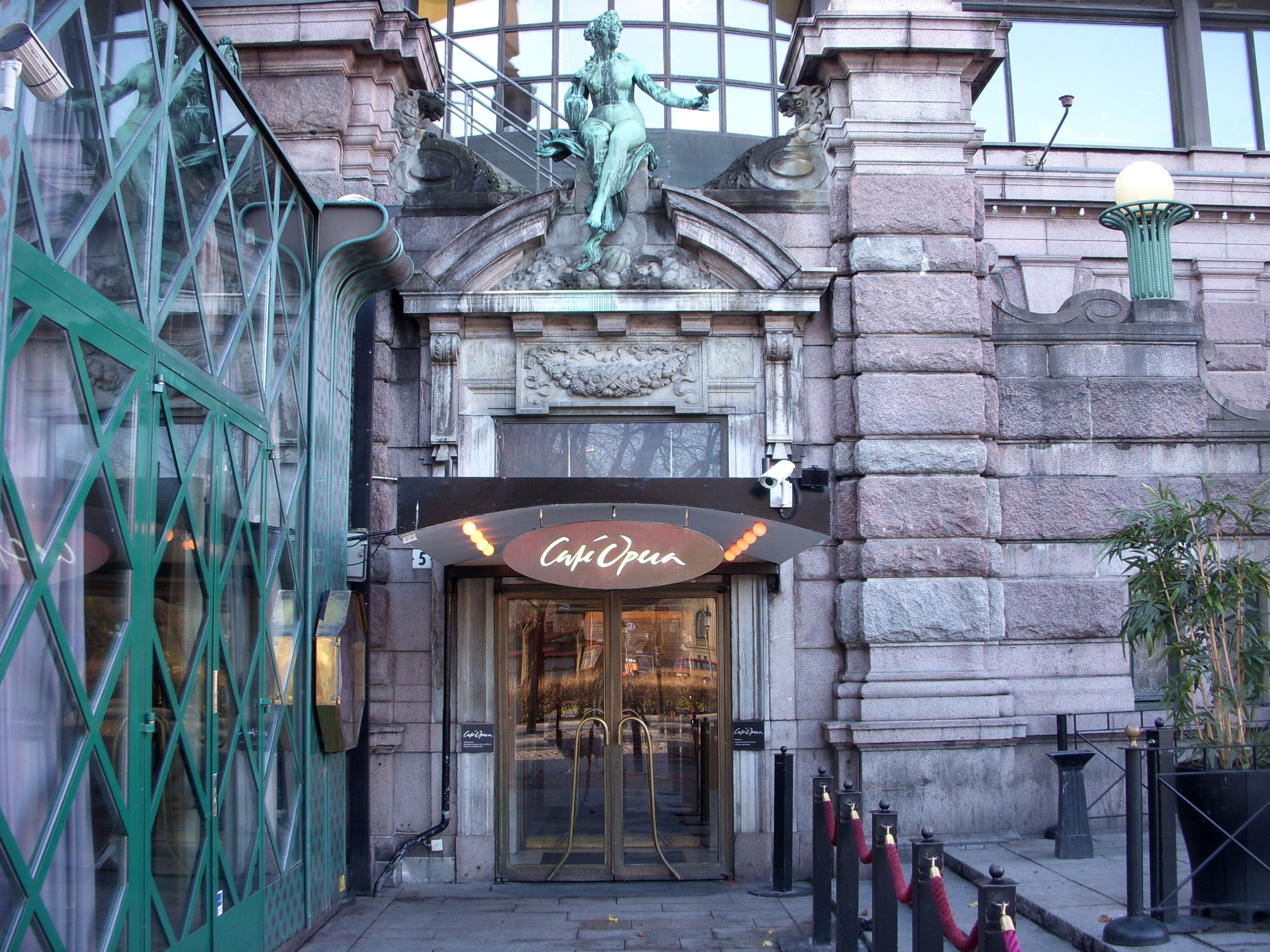
Eingangsbereich vom Café Opera

Café Opera ist der Name eines Nachtclubs sowie eines ehemaligen Fußballklubs in Stockholm.
Der 1980 eröffnete Nachtclub genießt wegen der Live-Auftritte großer internationaler Musikstars, wie zum Beispiel Roxette, einen besonderen Ruf. Weitere Bekanntheit entwickelte sich, als der gleichnamigen Fußballklub FC Cafe Opera Djursholm als „Farmteam“ des AIK Solna in die 2. schwedische Liga Superettan aufstieg. Der 1991 gegründete Club fusionierte aufgrund des Abstieges des AIK Solna in die Superettan in der Saison 2005 mit dem Väsby IK FK zum Väsby United.